# Szkoła Policji w Katowicach
Szkoła Policji w Katowicach – powstała 6 stycznia 1999 r. na mocy Zarządzenia nr 1/99 Komendanta Głównego Policji. Zgodnie z ustawą o Policji jest jednostką organizacyjną Policji.

## Historia
Pomysł utworzenia na południu Polski nowej szkoły Policji zrodził się już na początku lat 90. XX wieku. Pod uwagę brano wówczas dwie lokalizacje: Katowice i Kraków, ale dzięki staraniom władz administracyjnych, samorządowych, poparciu kierownictwa służbowego Policji z województwa śląskiego oraz przychylności Ministerstwa Spraw Wewnętrznych i Administracji, a także Komendy Głównej Policji na siedzibę przyszłej szkoły wybrano teren ówczesnego Ośrodka Szkolenia Policji Komendy Wojewódzkiej Policji w Katowicach i Oddziału Prewencji Policji znajdujący się w katowickiej dzielnicy Piotrowice. Oficjalne otwarcie odbyło się 8 lutego 1999 r. Pierwsi absolwenci – słuchacze kursu podstawowego, którzy rozpoczynali policyjną edukację jeszcze w Ośrodku Szkolenia Policji KWP w Katowicach opuścili szkołę 26 lutego 1999 r. Natomiast 7 lipca 1999 r. 61 policjantów ukończyło pierwszy w krótkiej historii szkoły kurs aspirancki. 5 października 1999 r. zakończył się pierwszy kurs podoficerski, a 16 listopada pierwszy kurs aspirantów dzielnicowych.
30 lipca 2010 roku podczas wojewódzkich obchodów Święta Policji w auli katowickiej Szkoły Policji została odsłonięta tablica pamiątkowa upamiętniająca podinsp. Piotra Urbańczyka.
Szkoła Policji w Katowicach jest jedyną policyjną placówką dydaktyczną na południu Polski i kształci funkcjonariuszy głównie z tego terenu (gdzie służbę pełni około 1/3 wszystkich policjantów).

## Struktura organizacyjna[12][13]

### Komórki podległe komendantowi szkoły
- Wydział Kadr
- Wydział Prezydialny
- Wydział Bezpieczeństwa Informacji i Kontroli

### Komórki podległe zastępcy komendanta szkoły ds. dydaktycznych
- Zakład Służby Kryminalnej
- Zakład Prewencji i Ruchu Drogowego
- Zakład Wyszkolenia Specjalnego
- Zakład Ogólnozawodowy
- Wydział Metodyki i Organizacji Szkolenia
- Wydział Dowodzenia i Wychowania

### Komórki podległe zastępcy komendanta szkoły ds. logistycznych
- Wydział Finansów
- Wydział Zaopatrzenia
- Wydział Łączności i Informatyki
- Sekcja Żywnościowa

## Działalność dydaktyczna
Szkoła kształci rocznie od 4 do 5 tysięcy policjantów. W ramach działalności dydaktycznej prowadzi szkolenia zawodowe podstawowe i kursy specjalistyczne, a w czasie wolnym od zajęć około 50–60 postępowań kwalifikacyjnych (test wiedzy i sprawności fizycznej), w których bierze udział ok. 7–10 tysięcy kandydatów do wstąpienia w szeregi Policji.

## Baza szkoleniowa
Od początku powstania szkoły infrastruktura dydaktyczna była stale rozbudowywana i modernizowana. I tak kolejno powstawały (modernizowane w kolejnych latach):
- sala symulacyjna (imitująca warunki zbliżone do naturalnych miejsc, takich jak np. bar, park, mieszkanie, ulica, przystanek) i sala symulacji pracy w policyjnej dyżurce (16 lutego 2001 r.)[16]
- pracownia internetowa (18 października 2001 r.)[17]
- siłownia, sala do treningu sportów walki, tor przeszkód, sala do zajęć z pierwszej pomocy przedmedycznej, strzelnica (2003 r.)[18]
- boisko wielofunkcyjne (14 listopada 2005 r.)[19]
- Wielofunkcyjne Centrum Symulacji – umożliwia przeprowadzanie zajęć w warunkach zbliżonych do rzeczywistych (np. symulacja napadu na bank lub kantor) (3 października 2007 r.)[20]
- nowy akademik nr 6 i modernizacja stołówki (16 listopada 2010 r.)[21]
- obiekt do symulacji policyjnych (budynek taktyczny i plac samochodowy) i rozbudowany tor przeszkód (12 grudnia 2014 r.)[22]

## Ważniejsze przedsięwzięcia ogólnopolskie i międzynarodowe
- CEPOL[23] – szkoła organizowała corocznie od 2009 roku[24] (w ostatnich latach jako jedyna jednostka w Polsce[25]) kursy pod auspicjami Europejskiej Agencji ds. Szkolenia Organów Ścigania CEPOL[26].
- Erasmus+[27] – projekt pt. „Szkolenie i przygotowanie policjantów regionu Morza Bałtyckiego (Łotwa, Litwa, Polska i Estonia) do korzystania z jednolitego modelu stosowania siły fizycznej”.
- Program Komisji Europejskiej Hercule III[28] – Projekt pt. „Ochrona interesów finansowych Unii Europejskiej – wspólne zobowiązania i wyzwania”.
- Wiosenny Bieg Przełajowy Służb Mundurowych[29] – ogólnopolska impreza sportowa dla pracowników i funkcjonariuszy służb mundurowych organizowana nieprzerwanie od 2003 r.[30] (na dystansie 10 km od 2015 r. – 2 pętle po 5 km[31], wcześniej – 5 km[32]). Zawody objęte patronatem honorowym Komendanta Głównego Policji i umieszczone w harmonogramie wydarzeń sportowo-rekreacyjnych.
- Mistrzostwa Policji w Strzelaniu[33] – zawody strzeleckie dla funkcjonariuszy służb mundurowych objęte honorowym patronatem przez Komendanta Głównego Policji.
- Ogólnopolskie Zawody Policjantów Dzielnicowych „Dzielnicowy Roku”[34] – konkurs mający wyłonić najlepszego dzielnicowego w kraju po raz pierwszy odbył się w 2003 r.[35], wznowiony w 2013 r. po pięcioletniej przerwie[36].
- Ogólnopolski Turniej Służby Dyżurnej Jednostek Organizacyjnych Policji[37] – pierwszy finał turnieju rozegrano 23 listopada 2018 r.

## Komendanci[38]
| Stopień           | Imię i nazwisko         | Rok rozpoczęcia | Rok zakończenia |
| ----------------- | ----------------------- | --------------- | --------------- |
| podinspektor      | Tadeusz Wojtuszek       | 1999            | 2001            |
| inspektor         | Janusz Olszewski (p.o.) | 2001            | 2002            |
| inspektor         | Marek Zawartka          | 2002            | 2006            |
| młodszy inspektor | Arkadiusz Brzozowski    | 2006            | 2008            |
| inspektor doktor  | Roman Stawicki          | 2008            | 2009            |
| inspektor         | Jarosław Kaleta         | 2010            | 2016            |
| inspektor doktor  | Rafał Kochańczyk        | 2016            | 2021            |
| inspektor         | Jarosław Gałuszka       | 2021            | 2024            |
| inspektor         | Gabriela Socha (p.o.)   | 2024            | 2024            |
| inspektor         | Rafał Stanisławski      | 2024            |                 |